# Мухоли, Занеле
Занеле Мухоли (англ. Zanele Muholi; род. 19 июля 1972, Умлази) — южноафриканский фотограф, художественная активистка.

## Начало карьеры
Занеле родилась в Умлази (Umlazi) — южном пригороде Дурбана, младшая из пяти детей Ашвелла Танджи Банда Мухоли и Бестер Мухоли. В 2003 году закончила студию Маркет-фото (Market Photo Workshop) в Ньютауне (Йоханнесбург) по курсу современной фотографии. В 2004 году состоялась её первая персональная выставка в Йоханнесбургской художественной галерее (Johannesburg Art Gallery). В 2009 году получила степень магистра изобразительных искусств (Master of Fine Arts) в Университете Райерсон (Ryerson University) в Торонто по специальности документальное медиа-искусство (media studies). Тема магистерской диссертации Мухоли — отражение в искусстве идентичности чернокожих женщин-лесбиянок после падения режима апартхейда в ЮАР.
Мухоли работала фотографом и корреспондентом в интернет-журнале африканского ЛГБТ-сообщества «Под маской» (Behind the Mask). В 2002 году при её участии основан Форум по расширению полномочий женщин (Forum for the Empowerment of Women, FEW) — организация, которая ставит своей целью предоставить безопасное место, куда могли бы приходить и находить поддержку чернокожие женщины-лесбиянки. Она собирала и документировала случаи преступлений на почве ненависти против членов лесбийского сообщества с тем, чтобы привлечь внимание общества к фактам так называемых «исправительных изнасилований», физического насилия и к проблеме ВИЧ-инфекции/СПИДа.

## Выставки
Деятельность на ниве визуального активизма Мухоли начала в 2004 году с первой персональной выставки, озаглавленной «Наглядная сексуальность: только полкартинки» (Visual Sexuality: Only Half the Picture), в Йоханнесбургской художественной галерее. В основном в её работах отражается положение сексуальных меньшинств в среде чернокожего населения. Она выставлялась в Центре современного искусства в Лагосе (Нигерия), в выставочных залах «Кунстхалле Вин» (Kunsthalle Wien) в Вене (Австрия), «Ле Казе д’Арте» (Le Case d’Arte) в Милане (Италия), в галереях Майкла Стивенсона в Кейптауне и Фреда Манна в Лондоне (Великобритания), участвовала в фестивале южноафриканского театрального, танцевального и визуального искусства «Афровайбс» (Afrovibes) в Амстердаме (Нидерланды).
Последние коллективные выставки, в которых она принимала участие: Appropriated Landscapes («Захваченные ландшафты») в выставочном зале The Walther Collection (The Walther Collection), (Ной-Ульм, Германия, июнь 2011), международном биеннале в Сан-Паулу (Bienal Internacional de Arte de São Paulo, осень 2010), …for those who live in it: Pop Culture, Politics and Strong Voices («…для тех, кто живёт этим: поп-культура, политика и сильные голоса») в галерее MU Eindhoven (Нидерланды, 2010), Bamako in Toronto («Бамако в Торонто») (Торонто, Канада, 2010), Undercover: Performing and Transforming Black Female Identities («Скрытое: повседневные и меняющиеся роли чернокожих женщин») в музее изобразительных искусств колледжа Спелман (Spelman College, Атланта, США, 2009), Life Less Ordinary: Performance and Display in South African Art («Жизнь ниже среднего: деятельность и её отражение в искусстве Южной Африки») в галерее Джаногли (Djanogly Gallery, Ноттингем, Великобритания, 2009).
Мухоли участвовала в следующих выставках:

### Персональные выставки
| 2024 | Zanele Muholi: Eye Me, Музей современного искусства Сан-Франциско Сан-Франциско, Калифорния |
| 2024 | Zanele Muholi, Современная галерея Тейт, Лондон, Великобритания |
| 2023 | Европейский дом фотографии, Париж |
| 2023 | MUHOLI: A Visual Activist, Mudec-Museo delle Culture, Милан, Италия |
| 2023 | Zanele Muholi, engelhorn Mode im Quadrat, Мангейм, Германия |
| 2023 | Zanele Muholi, Художественный музей Люцерна, Люцерн, Швейцария |
| 2022 | Zanele Muholi, Национальная галерея Ирландии, Рейкьявик, Исландия |
| 2010 | Indawo Yami («Индаво Ями»), Майкл Стивенсон, Кейптаун |
| 2009 | Faces and Phases («Лица и этапы»), Броуди/Стивенсон, Йоханнесбург Like a Virgin («Словно Дева», два автора), Центр современного искусства, Лагос, Нигерия |
| 2007 | Being («Бытие»), Майкл Стивенсон, Кейптаун |
| 2006 | Выставочный центр Kunsthalle Wien, Вена, Австрия Only half the picture («Только полкартинки»), Майкл Стивенсон, Кейптаун Only half the picture, Market Photo Workshop, Йоханнесбург Only half the picture, Galerie 32-34, Амстердам SoWhereTo Now («И куда теперь»), Afrovibes и Galerie 32-34, Амстердам |
| 2004 | Visual Sexuality («Наглядная сексуальность»), в рамках выставки Urban Life («Городская жизнь»), Market Photo Workshop, Йоханнесбургская художественная галерея |

### Избранные коллективные выставки
| 2011 | Appropriated Landscapes («Захваченные ландшафты»), The Walther Collection, Германия                                                                                |
| 2010 | …for those who live in it: Pop culture, politics and strong voices («…для тех, кто живёт этим: поп-культура, политика и сильные голоса»), MU Eindhoven, Нидерланды |
| 2009 | Биеннале африканской фотографии Les Rencontres de Bamako («Встречи в Бамако»), Бамако, Мали                                                                        |
| 2008 | Summer 2008/9: Projects («Лето 2008/2009: проекты»), Майкл Стивенсон, Кейптаун                                                                                     |
| 2007 | Summer 2007/8 («Лето 2007/8»), Майкл Стивенсон, Кейптаун |
| 2006 | South African Art Now («Южноафриканское искусство сегодня»), Майкл Стивенсон, Кейптаун                                                                             |
| 2005 | Erotic Blenders («Любовные смеси»), Торонто, Канада |
| 2004 | Женский фестиваль искусств Is Everybody Comfortable? («Всем удобно?»), выставка студии Market Photo, MuseuMAfricA (MuseuMAfricA), Йоханнесбург                     |
| 2003 | Женский фестиваль искусств Pride («Гордость»), Йоханнесбург |
| 2002 | Женский фестиваль искусств Pink Loerie Festival («Розовый лори»), Книсна (Knysna)                                                                                  |

## Награды
В 2005 году Мухоли получила Толлмановскую премию в области изобразительных искусств (Tollman Award for the Visual Arts), в 2006 — стипендию BHP Billiton и Витватерсрандского университета, в 2009 выиграла грант имени Тами Мньеле (Thamsanga Mnyele) на стажировку в Амстердаме и грант Иды и Элая Рубинов на пребывание (artist in residence) в Массачусетском технологическом институте в США. В 2009 году получила награду испанского «Дома Африки» (Casa África) как лучшая женщина-фотограф и премию французского Фонда Блашер (Fondation Blachère) на биеннале африканской фотографии «Встречи в Бамако» (Rencontres de Bamako, Rencontres africaines de la photographie), а также премию памяти Фанни-Энн Эдди от журналистской организации International Resource Network (International Resource Network) в знак признания её выдающегося вклада в изучение сексуальности в Африке.

## Критика
В августе 2009 года министр искусства и культуры ЮАР Лулу Кингвана (Lulama Xingwana) ушла с фотовыставки, на которой представлялись работы Мухоли, назвав их безнравственными, оскорбительными и подрывающими национальное единство. В ответ Мухоли высказала своё мнение: «Нет ничего хуже. Я думала, что прежде чем совершать поступки люди думают и задают вопросы. Я хотела диалога».